# Roggenhorn
Roggenhorn är en bergstopp i Schweiz.   Den ligger i regionen Prättigau/Davos och kantonen Graubünden, i den östra delen av landet, 190 km öster om huvudstaden Bern. Toppen på Roggenhorn är 2 891 meter över havet, eller 180 meter över den omgivande terrängen. Bredden vid basen är 1,3 km.
Terrängen runt Roggenhorn är bergig åt sydväst, men åt nordost är den kuperad. Närmaste större samhälle är Davos, 13,4 km väster om Roggenhorn. 
Trakten runt Roggenhorn består i huvudsak av gräsmarker. Runt Roggenhorn är det mycket glesbefolkat, med 3 invånare per kvadratkilometer.